# Corps des cadets de Tiflis

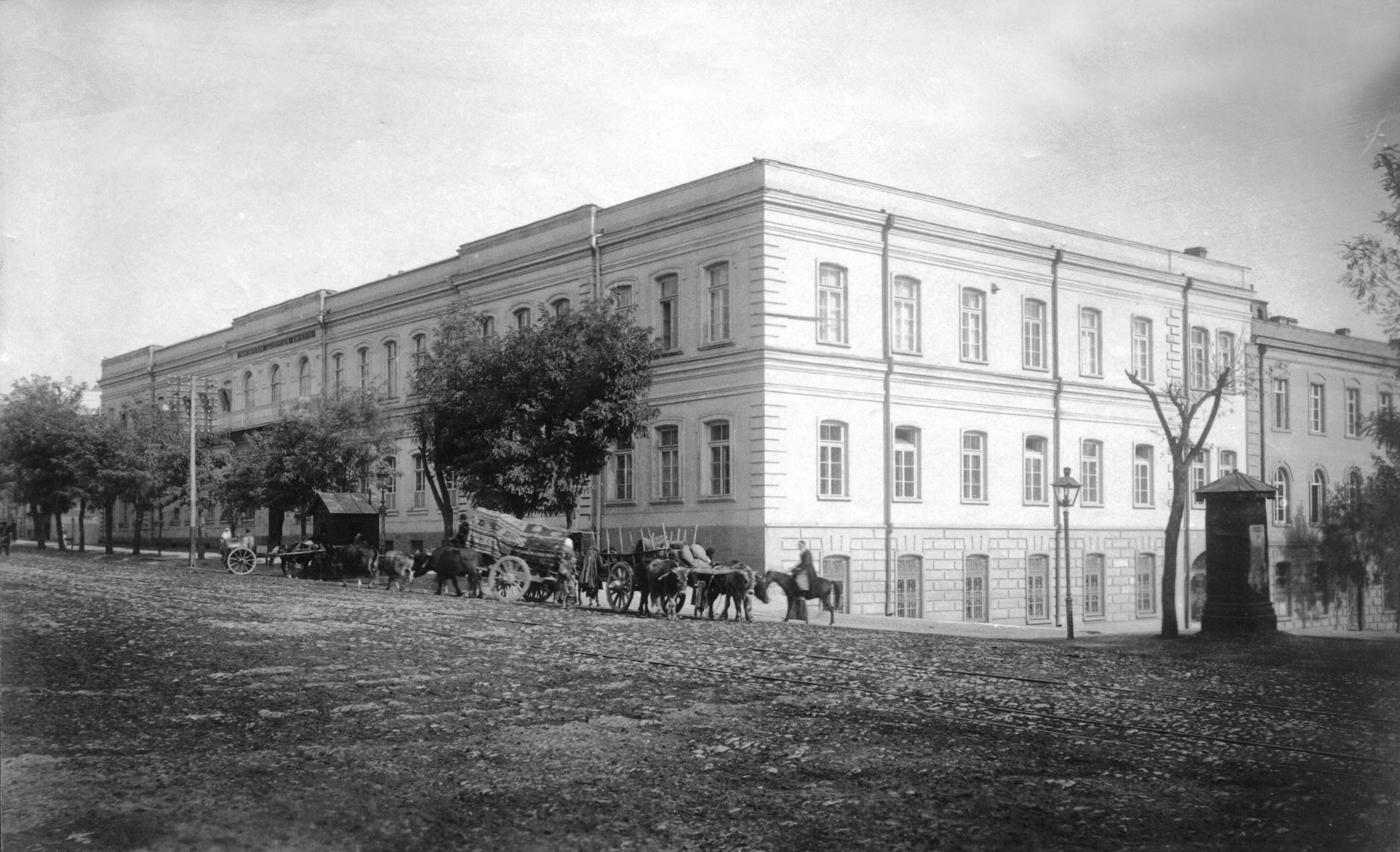
Bâtiment du corps des cadets de Tiflis

Le corps des cadets de Tiflis (en russe : Тифлисский кадетский корпус) était un corps de cadets de l'Empire russe situé à Tiflis, aujourd'hui Tbilissi, en Géorgie. Il a été fondé en 1871 pour préparer les jeunes gens à la carrière d'officiers dans l'armée impériale. Sa fête était le 8 novembre. 
Ce Corps de cadets, sous autorité russe, est suivi d'un Corps de cadets sous autorité géorgienne de 1918 à 1921, toujours formé à Tiflis. À partir de 1991, un Corps de cadets, sous autorité géorgienne, est à nouveau formé à Tiflis devenue Tbilissi. 

## Historique
C'est sous le règne d'Alexandre II qu'est fondé un progymnasium militaire, le 13 novembre 1871 à Tiflis, pour les fils d'officiers et les fils de la noblesse locale. Il accueille déjà deux cents internes en juillet 1875 et il est renommé corps des cadets de Tiflis, le 22 juillet 1882, puis corps des cadets de Tiflis grand-duc Michel Nikolaïevitch, le 30 décembre 1909. Les épaulettes des cadets sont rouges bordées de jaune, avec le chiffre M du grand-duc Michel en jaune, surmonté d'une couronne impériale de même couleur. Il y avait 350 internes en trois compagnies en 1910, encadrés par seize officiers.
À partir du 26 mai 1918, date du premier retour à l'indépendance de la Géorgie et jusqu'au 25 février 1921, date de l'invasion du territoire géorgien par les armées de la Russie soviétique, le Corps de cadets est formé à l'École militaire de l'armée nationale géorgienne, à Tiflis, sous le commandement du général Guiorgui Kvinitadzé. Une partie des cadets s'exile en Pologne et intègre les structures militaires du général Józef Piłsudski, une autre partie s'exile en France , est formée à l'École militaire de Saint-Maixent et rejoint la Légion étrangère française. 
Après 1991, année du deuxième retour à l'indépendance de la Géorgie, le ministère de la Défense reforme une académie militaire à Tbilissi, un Corps de cadets géorgien est reconstitué.  

## Anciens élèves
- Guivi Amilakhvari (1874-1943)
- Piotr Averianov (1867-1937)
- Ali-Aga Chikhlinski (1865-1943)
- Djamchid Nakhitchevanski (1895-1938)
- Oleg Pantioukhov (1882-1973)
- Gueorgui Toumanov (1880-1917)
- Nikolaï Alexandrovitch Tretiakov (1877-1920)
- Veli-bek Yadigar (1897-1971)
- Victor Yakhontov (1881-1978)
- Alexandre Djintcharadzé[1], Lieutenant-Colonel de la Légion étrangère française
- Alexandre Kintzourichvili[2], Lieutenant-Colonel de la Légion étrangère française
- Georges Odichélidzé[3], Lieutenant-Colonel de la Légion étrangère française
- Nicolas Tokadzé [4], Lieutenant-Colonel de la Légion étrangère française
- Jean Vatchnadzé[5], Lieutenant-Colonel de la Légion étrangère française.

## Source
- (ru) Cet article est partiellement ou en totalité issu de l’article de Wikipédia en russe intitulé « Тифлисский кадетский корпус » (voir la liste des auteurs).